# Sinéad O’Connor
Shuhada Sadaqat, występująca jako Sinéad O’Connor (wymowa: ʃɪˈneɪd oʊˈkɒnɚ) (ur. jako Sinéad Marie Bernadette O’Connor 8 grudnia 1966 w Dublinie, zm. 26 lipca 2023 w Londynie) – irlandzka piosenkarka, kompozytorka, autorka tekstów i okazjonalnie aktorka. 
Debiutowała w latach 80. z zespołem In Tua Nua, natomiast karierę solową rozpoczęła w 1986. Jej największy hit to „Nothing Compares 2 U” (1990), cover piosenki napisanej przez Prince’a.
Na początku września 2017 podała do publicznej wiadomości informację o zmianie imienia i nazwiska na Magda Davitt. Z kolei pod koniec października 2018 poinformowała o konwersji na islam i zmianie imienia na Shuhada, później zmieniając też nazwisko na Sadaqat. Nie była to jednak jeszcze zmiana zalegalizowana prawnie.

## Życiorys

### Dzieciństwo i młodość
Urodziła się w Dublinie, w dzielnicy Glenagarry. Imię otrzymała po Sinéad de Valerze, żonie prezydenta Irlandii Éamona de Valery, a zarazem matce lekarza odbierającego ją przy porodzie. Jej rodzicami byli John (inżynier budowlany, a później barrister) i Marie O’Connor. Sinéad była trzecim z pięciorga ich dzieci; oprócz niej byli to jeszcze synowie Joseph (późniejszy pisarz), John i Eoin oraz córka Eimear. Rodzice artystki rozwiedli się, gdy O’Connor miała osiem lat. Troje starszych dzieci zamieszkało z matką. Sinéad skarżyła się, że matka znęcała się nad nią. John O’Connor podjął starania o otrzymanie prawa do opieki nad dziećmi i ostatecznie otrzymał je jako dopiero drugi mężczyzna w Irlandii. Starania Johna o opiekę nad dziećmi w kraju, którego sądy zwykle przyznawały ją matkom i nie dopuszczały do rozwodów, przyczyniły się do tego, że został on przewodniczącym Divorce Action Group i czołowym mówcą publicznym.
W 1979 opuściła swoją matkę i zamieszkała z ojcem oraz jego nową żoną. W wieku 15 lat za popełnione kradzieże i wagarowanie trafiła do domu poprawczego Grianán Training Centre, tzw. azylu sióstr magdalenek. Doświadczenie to wspominała później następującymi słowami: „Po niczym innym nigdy nie doświadczyłam i prawdopodobnie już nie doświadczę takiej paniki, strachu oraz udręczenia”.  Jedna z opiekunek z Grianán Training Centre była siostrą Paula Byrne’a, perkusisty zespołu In Tua Nua, który usłyszał O’Connor śpiewającą utwór „Evergreen” Barbry Streisand na przyjęciu weselnym swojej siostry. Nagrała z nimi piosenkę pt. „Take My Hand”, jednak grupa uznała, że Sinéad (mająca wtedy 15 lat) była zbyt młoda by zostać członkiem zespołu.
W 1983 ojciec wysłał Sinéad do ekskluzywnej kwakierskiej szkoły z internatem Newtown w Waterford, instytucji z dużo mniejszym rygorem niż w Grianán. Z pomocą i zachętą swego nauczyciela irlandzkiego, Josepha Falvy’ego, nagrała demo zawierające cztery utwory, w tym dwa covery i dwie jej własne piosenki, które później pojawiły się na pierwszym albumie. Dzięki ogłoszeniu zamieszczonemu w magazynie Hot Press poznała Columba Farrelly’ego. Razem zwerbowali kilku innych muzyków i uformowali zespół Ton Ton Macoute, nazwany od imienia zombie z haitańskiego mitu. Jesienią grupa wyjechała do Waterford, kiedy O’Connor jeszcze uczęszczała do Newtown. Szybko rzuciła jednak szkołę i wyjechała za nimi do Dublina, gdzie za swoje występy dostawali pozytywne opinie mieszkańców. Na ich muzykę miały wpływ zainteresowania Farrelly’ego: czary, mistycyzm i muzyka świata. 10 lutego 1985 w wypadku samochodowym zginęła matka O’Connor. Sinéad była wstrząśnięta, pomimo napiętych stosunków, jakie między nimi panowały. Niedługo potem odeszła z zespołu i wyjechała do Londynu. Zespół Ton Ton Macoute nie uległ jednak rozpadowi.

### Kariera
Pierwszy singel, „Heroine”, wydała w 1986. Był to duet z gitarzystą U2, występującym pod pseudonimem The Edge. Debiutancki album wokalistki, zatytułowany The Lion and the Cobra, ukazał się w listopadzie 1987. Osiągnął umiarkowany sukces na listach sprzedaży, jednak spotkał się z pozytywnymi opiniami i zdobył status złotej płyty w Wielkiej Brytanii i Stanach Zjednoczonych. Pochodziły z niego takie single jak „Troy”, „I Want Your (Hands on Me)” czy pierwszy duży przebój „Mandinka”. W 1988 nagrała piosenkę „Jump in the River” do filmu Poślubiona mafii. O'Connor wymieniła Boba Dylana, Davida Bowie, Boba Marleya, Siouxsie and the Banshees, i The Pretenders  jako artystów, którzy wywarli wpływ na jej wczesną karierę.
Największy rozgłos piosenkarka zyskała jednak po wydaniu drugiej płyty, I Do Not Want What I Haven’t Got, wydana w marcu 1990. Znalazł się na niej utwór „Nothing Compares 2 U”, napisany przez Prince’a, który następnie zaaranżował go specjalnie dla Sinéad. Piosenka dotarła do pierwszych miejsc list przebojów w wielu krajach, w tym także w Stanach Zjednoczonych na Billboard Hot 100, stając się największym przebojem Sinéad w jej karierze. Utworowi towarzyszył słynny teledysk, nakręcony w Paryżu. Album spotkał się z ogromnym sukcesem: zdobył pozytywne recenzje i osiągnął status wielokrotnej platyny na rynku brytyjskim i amerykańskim. Kolejnym promującym go singlem zostało nagranie „The Emperor’s New Clothes”. W 1991 płyta I Do Not Want What I Haven’t Got została nagrodzona Grammy jako najlepszy album muzyki alternatywnej. W lipcu 1990 O’Connor wystąpiła jako jeden z wielu gości na koncercie The Wall Live in Berlin Rogera Watersa.
Trzecia płyta Sinéad, wydana jesienią 1992, Am I Not Your Girl?, zawierała covery jazzowych piosenek innych wykonawców. Znalazły się na niej takie standardy jak „Black Coffee”, „Gloomy Sunday” czy „Don’t Cry for Me Argentina”. Pierwszym singlem została piosenka „Success Has Made a Failure of Our Home”. Płyta okazała się sukcesem, choć nie na miarę poprzedniego albumu. 

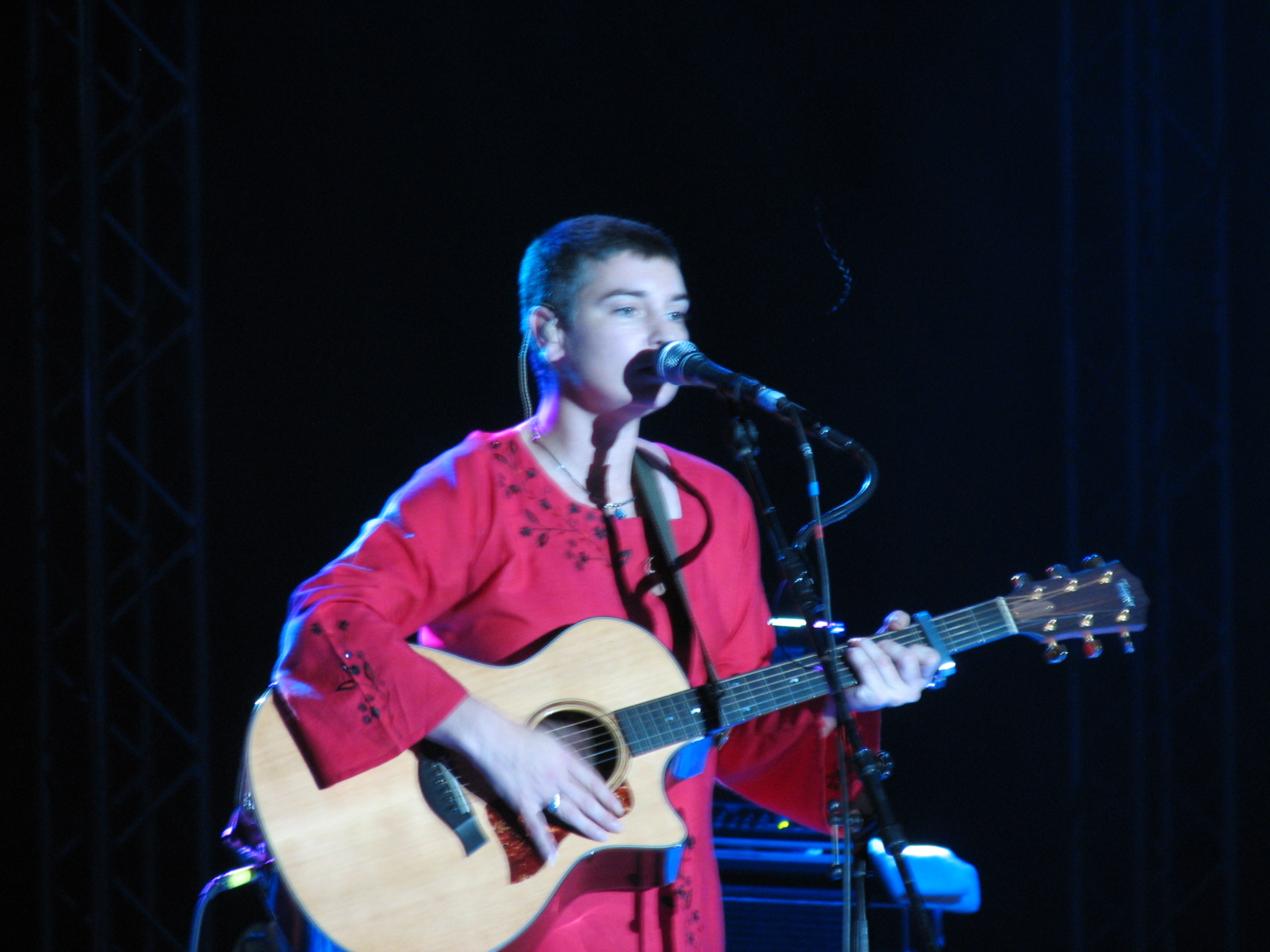
Sinéad O’Connor podczas festiwalu Malta w Poznaniu, 2007

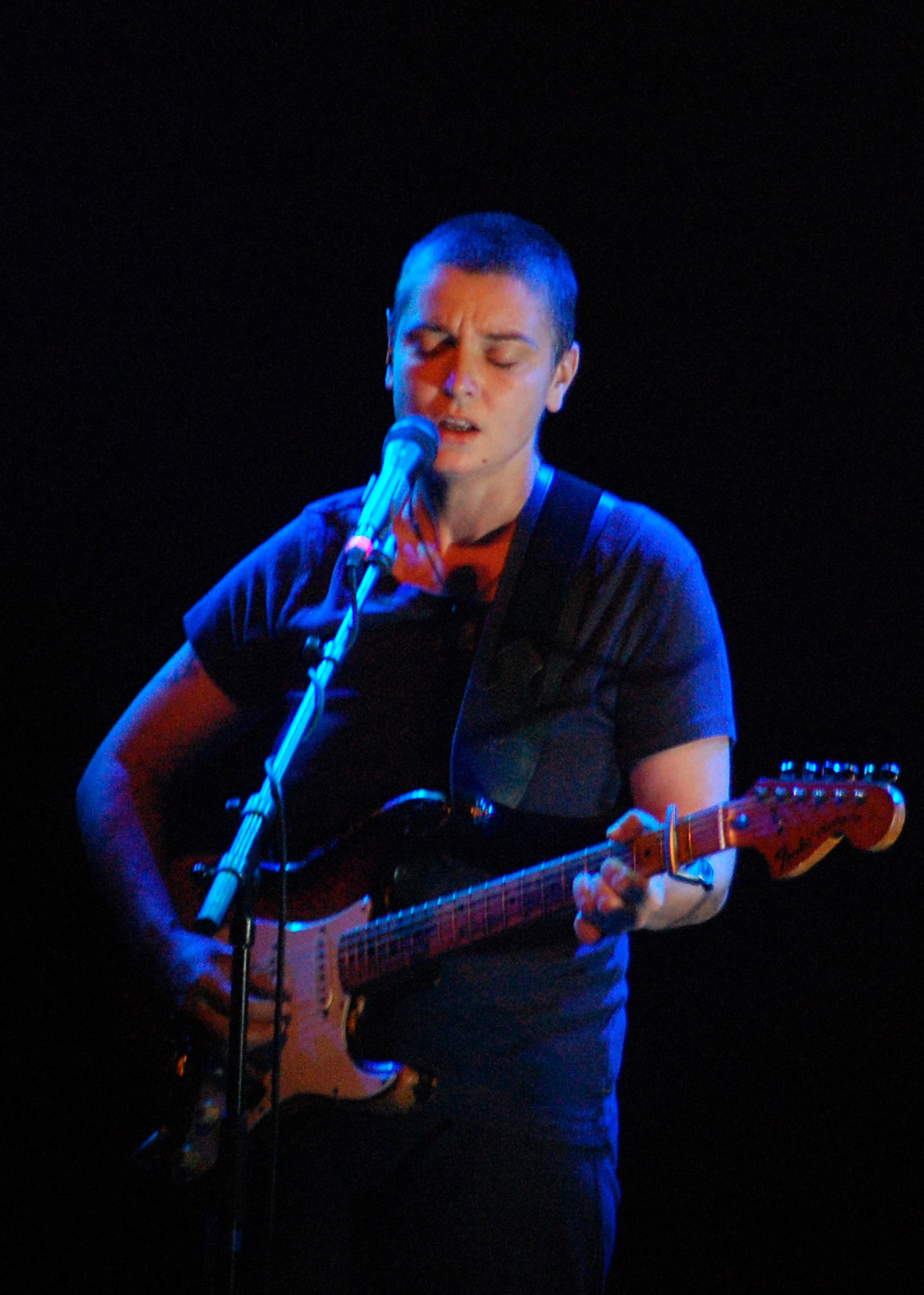
Sinéad O’Connor podczas koncertu, 2008

Jesienią 1994 O’Connor wydała swoją czwartą płytę, zatytułowaną Universal Mother, którą promowały single: „Thank You for Hearing Me” oraz „Fire on Babylon” (poruszający temat przemocy nad dziećmi). W tym samym roku nagrała piosenkę „You Made Me the Thief of Your Heart” do filmu W imię ojca Jima Sheridana. W 1997 ukazały się dwie płyty Sinéad: minialbum Gospel Oak oraz składanka jej największych przebojów So Far… The Best of Sinéad O’Connor, promowane singlami „This Is to Mother You” oraz „This Is a Rebel Song”. Kompilacja So Far… osiągnęła kilkumilionowy nakład i jest jedną z najlepiej sprzedających się płyt w jej dyskografii.
W 2000 ukazał się jej kolejny album, Faith and Courage, a dwa lata później folkowa płyta Sean-Nós Nua, z tradycyjnymi irlandzkimi utworami. W 2003 wydała album She Who Dwells in the Secret Place of the Most High Shall Abide Under the Shadow of the Almighty, ogłaszając, że tym samym kończy swoją karierę.
W 2005, wbrew wcześniejszym zapewnieniom o zakończeniu kariery, wydała kolejny studyjny album, Throw Down Your Arms, utrzymany w stylistyce reggae. W czerwcu 2007 ukazała się jej kolejna płyta, Theology. Oba albumy były wydawnictwami dwupłytowymi. 16 lipca 2007 piosenkarka wystąpiła w Poznaniu w ramach festiwalu Malta.
W 2012 ukazał się dziewiąty album Sinéad O’Connor, How About I Be Me (and You Be You)?, który w tekstach zawartych na nim utworów poruszał takie tematy jak seksualność, religia, nadzieja i rozpacz. Z kolei dwa lata później, w sierpniu, do sprzedaży trafił dziesiąty album wokalistki, I’m Not Bossy, I’m the Boss, pod kątem artystycznym zainspirowany kampanią na rzecz wzmocnienia pozycji kobiet Ban Bossy, a muzycznie zorientowany na rock i melodyjne brzmienia. Głównym singlem promującym to wydawnictwo był „Take Me to Church”.                   
W grudniu 2020 artystka za pośrednictwem serwisu Twitter zapowiedziała wydanie nowego albumu studyjnego w następnym roku. W czerwcu 2021 ogłosiła, że jej nowy album będzie nosił tytuł No Veteran Dies Alone, zostanie wydany w 2022 i będzie jej ostatnim wydawnictwem w karierze.
1 czerwca 2021 światową premierę miała jej autobiografia Rememberings. Polskojęzyczny przekład, zatytułowany Wspomnienia, ukazał się 27 października 2021 nakładem Wydawnictwa Agora.
7 stycznia 2022, 17-letni syn O’Connor, Shane, popełnił samobójstwo. W związku z tą tragedią, w czerwcu 2022 artystka anulowała zaplanowaną na ten sam rok trasę koncertową, ponadto odłożyła premierę albumu No Veteran Dies Alone na czas nieokreślony. 
W lutym 2023 opublikowano nagranie szkockiej piosenki „The Skye Boat Song” w jej wykonaniu, które stało się motywem otwierającym siódmą serię serialu Outlander.

## Kontrowersje

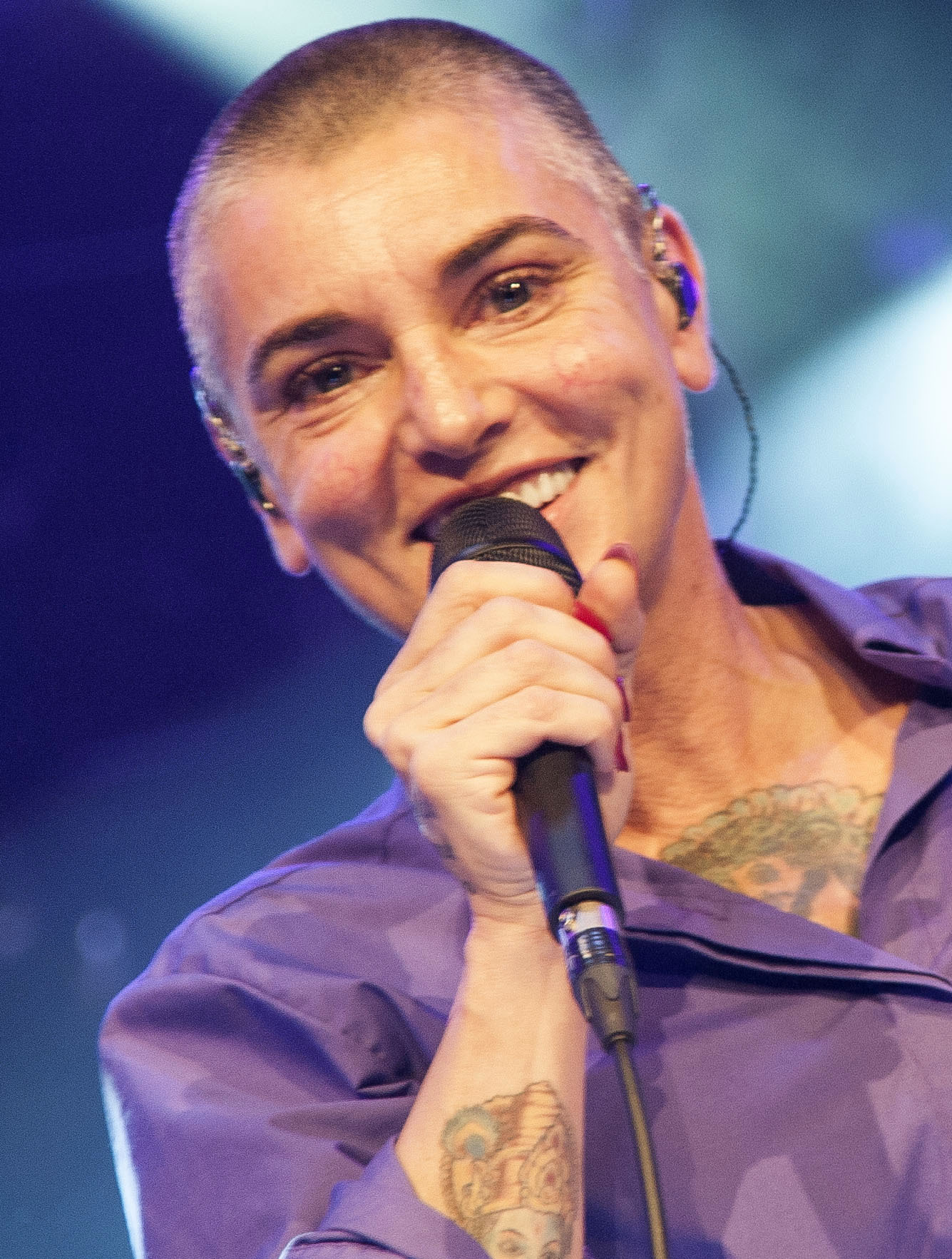
Sinead O'Connor, 2014

W 1989 roku, w jednym z wywiadów, wyraziła swoje poparcie dla Irlandzkiej Armii Republikańskiej, za co została skrytykowana. Opinię tę podtrzymała rok później.
Wywołała oburzenie, kiedy w 1990 odmówiła występu w New Jersey, ponieważ przed jej występem miał zostać odśpiewany hymn Stanów Zjednoczonych Ameryki, na co się nie zgodziła.
W 1991 zbojkotowała galę rozdania nagród Grammy – miał to być protest przeciwko komercjalizacji ceremonii. Sinéad wygrała wówczas w kategorii Najlepszy Album Muzyki Alternatywnej krążkiem I Do Not Want What I Haven’t Got, lecz nie zaakceptowała tej nagrody i nie pojawiła się na gali.
Kilka tygodni po premierze Am I Not Your Girl?, 3 października 1992, podczas programu Saturday Night Live piosenkarka wykonała a cappella utwór „War” Boba Marleya, po czym podarła zdjęcie papieża Jana Pawła II. Zaprotestowała tym samym przeciwko brakowi reakcji Watykanu na ukrywanie przez irlandzki Kościół katolicki udokumentowanych w latach późniejszych, licznych przypadków molestowania dzieci przez księży w Irlandii. Dwa tygodnie po tym wydarzeniu wygwizdano ją podczas koncertu poświęconego twórczości Boba Dylana w Nowym Jorku. Dochodziło także do publicznego niszczenia jej płyt. Choć gwiazda po latach przeprosiła papieża, to jednak przyznała, że nie żałuje tego, co zrobiła.
Piosenkarka skrytykowała Kościół katolicki za negatywny stosunek do kwestii homoseksualizmu. Twierdziła: „Nauczanie przeciwko homoseksualizmowi jest bluźnierstwem”.
W kwietniu 1999 została ordynowana na duchownego Irlandzkiego Ortodoksyjnego Kościoła Katolickiego i Apostolskiego. Ceremonię zorganizowano w Grand Hôtel de la Grotte w Lourdes we Francji. Przyjęła wówczas imię Mother Bernadette Mary (Matka Bernadetta Maria) z rąk byłego biskupa Kościoła Palmariańskiego, Michaela Coxa.
W 2010, po tym, jak ujawniono, że Kościół katolicki w Irlandii i Watykan ukrywali przypadki wykorzystywania seksualnego nieletnich przez księży w latach 1975–2004, Sinéad ponownie skrytykowała Kościół. „Gdyby Jezus był z nami, spaliłby Watykan” – powiedziała. Stwierdziła, że papież Benedykt XVI powinien zrezygnować ze stanowiska. „Papież nie ma problemu w wyrażaniu swojej opinii na temat antykoncepcji czy rozwodów, krytykowaniu Kodu da Vinci czy Naomi Campbell za noszenie biżuterii w kształcie krzyża. Kiedy jednak przychodzi wypowiedzieć się na temat zła czynionego przez pedofilów przebranych za księży, papież milczy. To groteskowe, trudne do pojęcia, dziwaczne i bezprecedensowe. Trzymają stronę zła” – powiedziała.
W 2018 wystosowała list otwarty do głowy Kościoła katolickiego, papieża Franciszka, z prośbą o ekskomunikę.

## Życie prywatne
Określała się jako biseksualistka. W 2000, w liście otwartym dla irlandzkiego magazynu „Hot Press”, ogłosiła, że pomimo licznych związków z mężczyznami woli kobiety – określiła się wówczas jako lesbijka. To samo wyznała kilka tygodni później w telewizyjnym wywiadzie dla Howarda Sterna. Pomimo to dwa lata później wyszła za mąż. W 2003 w wywiadzie udzielonym dla telewizji RTÉ One wyjaśniła, że interesuje się zarówno kobietami, jak i mężczyznami. W maju 2005 na łamach „Entertainment Weekly” po raz kolejny potwierdziła swój biseksualizm, ogłaszając: „Jestem w trzech czwartych heteroseksualna, a w jednej czwartej homoseksualna”.
W przeszłości była związana m.in. z piosenkarzem Peterem Gabrielem, a także czterokrotnie zamężna: z Johnem Reynoldsem (producent muzyczny i muzyk współpracujący z O’Connor), Nicholasem Sommerladem (ślub w 2002, już po roku doszło do separacji), Steve’em Cooneyem (rozwód w kwietniu 2011) oraz Barrym Herridge'em (ślub 8 grudnia 2011 w Las Vegas). Miała czworo dzieci: synów Jake’a (ur. 1994), Shane’a (ur. 2004, zm. 7 stycznia 2022) i Yeshuę Francisa Neila (ur. 19 grudnia 2006; ojcem jest Frank Bonadio) oraz córkę Roisin (ur. 1996).
W 2007 podczas jednego z wywiadów określiła siebie jako chrześcijankę. Piosenkarka identyfikowała się także z ruchem rastafariańskim. Nauki ruchu rasta były dla niej inspiracją podczas pracy nad płytami Throw Down Your Arms i Theology.
W 2007 podczas wywiadu telewizyjnego dla Oprah Winfrey wyznała, że zdiagnozowano u niej zaburzenia afektywne dwubiegunowe, a przed diagnozą zmagała się z myślami samobójczymi. W późniejszym czasie zdiagnozowano u niej osobowość chwiejną emocjonalnie typu borderline oraz złożony zespół stresu pourazowego. Cierpiała też na agorafobię.
Na początku września 2017 zamieściła w serwisie Facebook informację o zmianie imienia i nazwiska na Magda Davitt, jako powód tej zmiany podając chęć bycia „wolną od patriarchalnych i niewolniczych imion. Wolną od rodzicielskich klątw”.
Pod koniec października 2018 przeszła na islam podczas ceremonii prowadzonej przez islamskiego teologa i przewodniczącego Rady do Spraw Pokoju i Integracji Muzułmanów Irlandzkich (Irish Muslim Peace & Integration Council), szejka Umara Al-Qadriego. Powody konwersji wyjaśniła w serwisie Twitter następująco: „Jest to naturalne zwieńczenie podróży każdego inteligentnego teologa. Każde studiowanie świętych pism prowadzi do islamu, który z kolei sprawia, że wszystkie inne święte pisma stają się zbędne”. W związku ze zmianą religii wówczas zmieniła także imię na Shuhada, a w późniejszym czasie dokonała również zmiany nazwiska na Sadaqat. Nie była to jednak jeszcze zmiana zalegalizowana prawnie.

### Śmierć i pogrzeb
26 lipca 2023 w godzinach przedpołudniowych została znaleziona bez oznak życia w swoim mieszkaniu w Londynie. Po przybyciu policji została uznana za zmarłą. 
Data jej śmierci została oznaczona na 26 lipca, a pochówek na cmentarzu Dean’s Grange odbył się 8 sierpnia.
Prywatny pogrzeb odbył się 8 sierpnia tego samego roku w Bray w hrabstwie Wicklow. Wziął w nim udział prezydent Irlandii, Michael D. Higgins. Rodzina O’Connor zaprosiła publiczność do złożenia hołdu nad brzegiem morza, gdzie przejeżdżał kondukt pogrzebowy. Tysiące osób wzięło w nim udział, niosąc znaki i hołdy.
W 2024 roku podano, że przyczyną śmierci piosenkarki było nagłe zaostrzenie przewlekłej obturarcyjnej choroby płuc i astmy oskrzelowej oraz łagodne zakażenie dolnych dróg oddechowych. W 2025 podano, że z jej testamentu wynikał pozostawiony majątek o wartości 1,7 mln GBP.

## Dyskografia

### Albumy
- 1987: The Lion and the Cobra
- 1990: I Do Not Want What I Haven’t Got
- 1992: Am I Not Your Girl?
- 1994: Universal Mother
- 1997: Gospel Oak
- 1997: So Far… The Best of Sinéad O’Connor
- 2000: Faith and Courage
- 2002: Sean-Nós Nua
- 2003: She Who Dwells in the Secret Place of the Most High Shall...
- 2005: Collaborations
- 2005: Throw Down Your Arms
- 2007: Theology
- 2012: How About I Be Me (And You Be You)?(inne języki)
- 2014: I'm Not Bossy, I'm the Boss(inne języki)

### Single
- 1986: „Heroine” (z The Edge)
- 1987: „Troy(inne języki)”
- 1988: „Mandinka(inne języki)”
- 1988: „I Want Your (Hands on Me)”
- 1988: „Jerusalem”
- 1988: „Jump in the River” (z Karen Finley(inne języki))
- 1990: „Nothing Compares 2 U”
- 1990: „The Emperor’s New Clothes”
- 1990: „Three Babies”
- 1990: „I Am Stretched on Your Grave”
- 1991: „My Special Child”
- 1991: „Silent Night”
- 1992: „Success Has Made a Failure of Our Home”
- 1992: „Don’t Cry for Me Argentina”
- 1993: „Don’t Give Up” (z Willie Nelsonem)
- 1994: „You Made Me the Thief of Your Heart”
- 1994: „Fire on Babylon”
- 1994: „Thank You for Hearing Me”
- 1995: „Famine”
- 1995: „Haunted” (z Shane’em MacGowanem)
- 1996: „Empire” (z Bomb the Bass(inne języki) i Benjaminem Zephaniah)
- 1997: „This Is to Mother You”
- 1997: „This Is a Rebel Song”
- 1998: „The Butcher Boy”
- 2000: „No Man’s Woman”
- 2000: „Jealous”
- 2002: „Troy (The Phoenix from the Flame)”
- 2003: „Tears from the Moon” (z Conjure One(inne języki))
- 2003: „Special Cases” (z Massive Attack)
- 2003: „1000 Mirrors” (z Asian Dub Foundation)
- 2003: „My Lagan Love”
- 2003: „A Hundred Thousand Angels”
- 2005: „Marcus Garvey”
- 2005: „Throw Down Your Arms”
- 2006: „If You Had a Vineyard”
- 2007: „I Don’t Know How to Love Him”
- 2007: „Illegal Attacks(inne języki)” (z Ianem Brownem)
- 2008: „We People (Who Are Darker Than Blue)” (z Republic of Loose(inne języki))
- 2012: „The Wolf Is Getting Married”